# Орехово (озеро)
Орехово — озеро на юго-западе Тверской области, расположенное на территории Жарковского района. Принадлежит бассейну Западной Двины.
Расположено в 19 километрах к северо-западу от посёлка Жарковский. Длина озера 1,1 км, ширина до 0,63 км. Площадь водной поверхности — 0,4 км². Протяжённость береговой линии — 2,6 км.
В южную часть река озера двумя рукавами впадает река Туросна, приток Велесы. Вытекает она из северо-западной части.
Окружено лесами и болотами (на западе). Населённых пунктов на берегу озера нет.